# USS Queenfish (SS-393)
Pour les autres navires du même nom, voir USS Queenfish.
L'USS Queenfish (SS / AGSS-393) était un sous-marin de classe Balao en service dans l'United States Navy de 1944 à 1963. Il a été baptisé d'après le « queenfish », un poisson de la famille des Sciaenidae, vivant dans le Pacifique est.
Construit au chantier naval Portsmouth Naval Shipyard à Kittery, sa quille est posée le 27 juillet 1943, il est lancé le 30 novembre 1943, parrainé par la femme de Robert A. Theobald et mis en service le 11 mars 1944, sous le commandement du Lieutenant Commander Elliott Loughlin (en).

## Première patrouille: août - octobre 1944
Après avoir effectué un voyage d'essai sur la côte est et une formation complémentaire dans les eaux hawaïennes, le Queenfish débute sa première patrouille le 4 août 1944, dans le détroit de Luçon. Il rejoint le groupe Ed's Eradicators, une wolfpack comprenant l'USS Barb (en) et l'USS Tunny. Le groupe était sous le commandement de E.R. Swinburne.
Le Tunny dut rentrer à la base après avoir été endommagé par une attaque aérienne. Le 31 août, le Queenfish envoie par le fond sa première victime, un tanker de 4 700 tonnes. Le 9 septembre, il coule un cargo de 7 097 tonnes et navire de transport de 3 054 tonnes.
Obéissant aux ordres, le groupe fait route en compagnie d'une autre wolfpack secourir des prisonniers de guerre alliés naufragés d'un navire japonais, torpillé par un sous-marin américain. Les japonais n'avaient sauvés que leurs hommes durant le naufrage, laissant 2 100 prisonniers britanniques et australiens abandonnés à leur sort. Les sous-marins secourront seulement 127 hommes. L'opération prendra fin rapidement en raison d'un typhon approchant de la zone de sauvetage. Le Queenfish atteindra Majuro le 3 octobre.

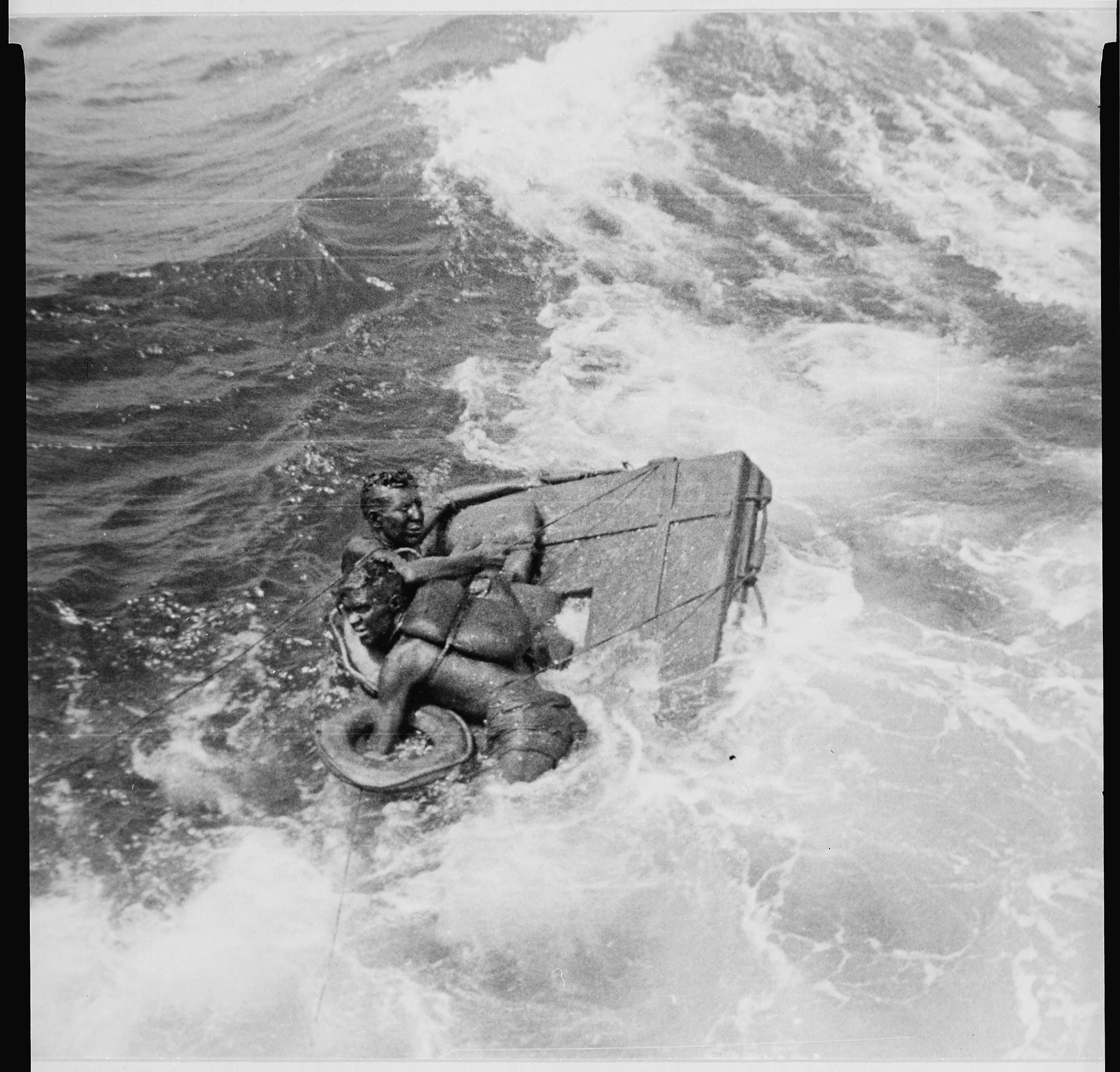
Le Queenfish sauve des prisonniers de guerre britanniques et australiens, survivants du navire japonais SS Rakuyō Maru, coulé par l'.

## Deuxième et troisième patrouille: octobre 1944 - janvier 1945
Sa deuxième patrouille s'est déroulé dans le nord de la mer de Chine orientale. Il rejoint le groupe "Loughlin's Loopers", une wolfpack comprenant l'USS Barb et l'USS Picuda. Le 8 novembre, le Queenfish coule deux cargos totalisant 2 539 tonnes. Un jour plus tard, il torpille et coule une ancienne canonnière de 2 281 tonnes.
Alerté d'une approche d'un grand convoi de Mandchourie transportant des renforts pour les Philippines, les meutes Loopers et Urchins attaquent simultanément le convoi. Le 15 novembre, il coule de deux torpilles le porte-avions d'escorte Akitsu Maru, emportant plus de 2 000 hommes, principalement du 64e Régiment d'Infanterie de l'Armée impériale japonaise. Au cours de l'attaque contre le convoi, les sous-marins coulent huit navires marchands, un transporteur de 21 000 tonnes et le plus grand transport de troupes en service dans la Marine japonaise. Cela coûte à l'armée japonaise des milliers de vie et la défense des Philippines, notamment lors de la bataille de Mindoro.
Après avoir reçu la Presidential Unit Citation pour ses succès lors de ses deux premières patrouilles, le Queenfish effectue sa troisième patrouille du 29 décembre 1944 au 29 janvier 1945, dans le détroit de Taïwan et au large de la côte chinoise, sans succès.

## Quatrième patrouille: février - avril 1945

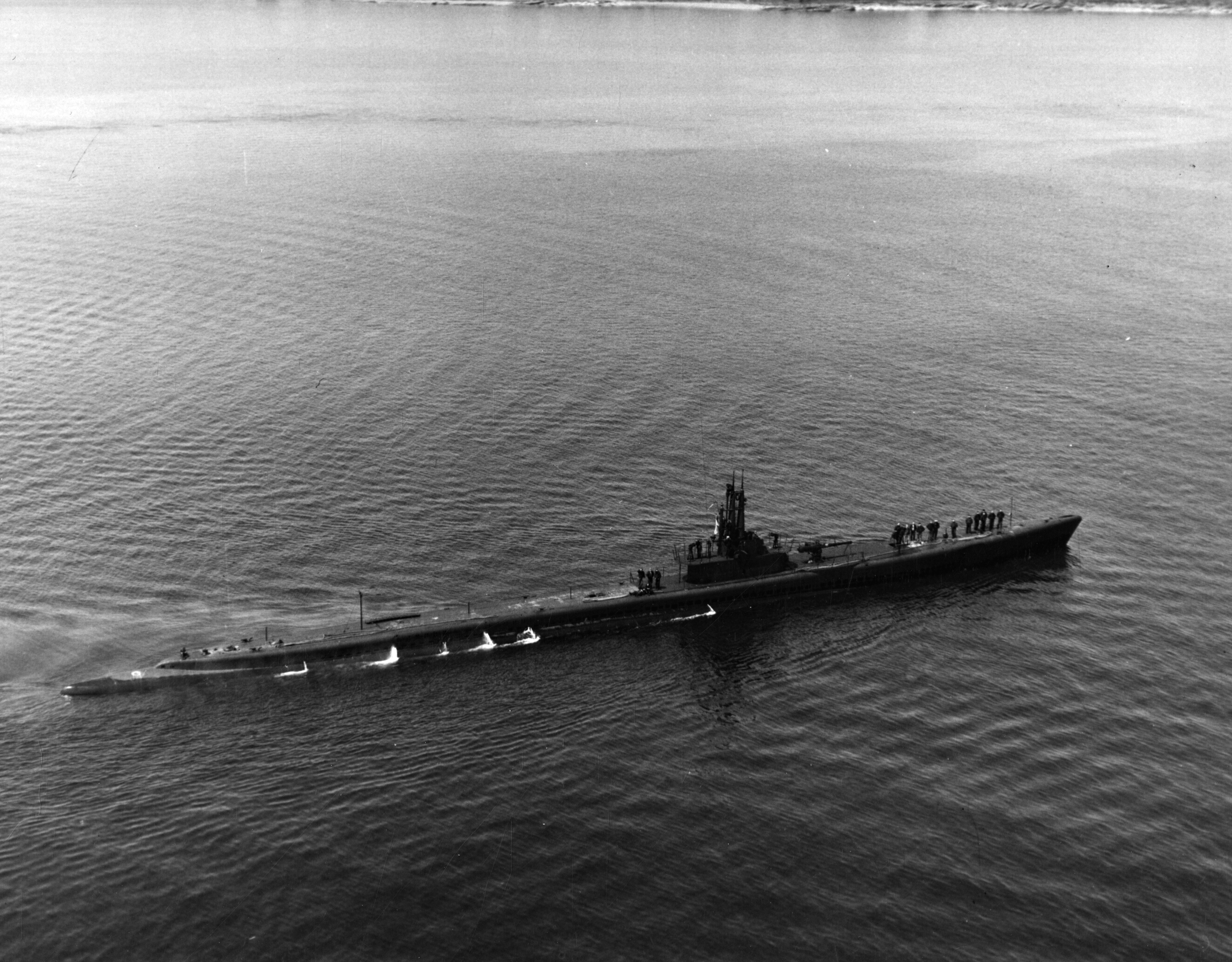
Photo en noir et blanc du USS Queenfish (SS-393) prise en avril 1944

Lors de sa quatrième patrouille se déroulant du 24 février au 14 avril, le Queenfish navigue dans la même zone avec la meute Post's Panzers, comprenant les USS Spot (en) et USS Sea Fox (en).
Le 1er avril 1945, le Queenfish coule le paquebot Awa Maru de 11 600 tonnes, laissant seulement 1 survivant sur les 2 004 passagers. En 1945, l'Awa Maru a été employé en tant que navire de secours de la Croix-Rouge, transportant des vivres indispensables aux Américains et aux Alliés faits prisonniers de guerre et détenus par les Japonais. Dans le cadre de l'accord sur le secours aux prisonniers de guerre, le paquebot était censé passer en toute sécurité sans craindre les forces alliées et le commandement allié avaient donné des ordres à cet effet. L'incident causa une controverse considérable, bien que le paquebot ne sonnait pas sa corne de brume, comme l’exigeaient les traités internationaux. Le commandant du Queenfish, Elliott Loughlin, a été déféré et condamné par l'amiral Ernest King devant une cour martiale.
Le 12 avril, le Queenfish sauve 13 hommes d'équipage d'un Consolidated PB4Y Privateer, perdu en mer le 8 avril.
Le Queenfish effectue sa cinquième patrouille sous commandement du commandant Frank N. Shamer. Il effectua des missions de sauvetage en mer de Chine orientale et en mer Jaune. À la fin de la guerre, le submersible se trouve dans les îles Midway.

## Opérations d'après-guerre: 1945 - 1963
Après une révision au chantier naval de Mare Island, le Queenfish est navire amiral au sein de la United States Pacific Fleet. Stationné à Pearl Harbor après la guerre, le sous-marin retourne en Extrême-Orient en mars 1946 et en juin-juillet 1949, mais opère jusqu'à 1950 la plupart du temps dans l'est du Pacifique. Fin 1947, il opère en mer de Béring.
En février et en mars 1950, le Queenfish participe à des opérations combinées avec des unités des flottes américaines du Pacifique et de la Royal Navy. Il effectue plusieurs croisières dans les eaux coréennes entre 1951 et 1953. En février 1954, il fait route vers son nouveau port d'attache de San Diego. Les quatre années suivantes, le submersible opère sur la côte ouest des États-Unis, à l'exception de deux semaines à Hawaï fin 1956. Le 16 janvier 1958, il part pour un déploiement de 6 mois à WestPac, revient à San Diego le 27 juillet et reprend ses opérations au large de la côte ouest des États-Unis. Le Queenfish est ensuite utilisé pour tourner quelques scènes dans le film Opération Jupons en 1959.
Il est reclassifié AGSS-393 le 1er juillet 1960 et radié des listes du Naval Vessel Register le 1er mars 1963. Destiné à la ferraille, il est finalement coulé comme navire cible par le sous-marin nucléaire USS Swordfish le 14 août 1963.

## Commandement pendant la Seconde Guerre mondiale
- Lieutenant commander Charles Elliott Loughlin du 11 mars 1944 au 16 avril 1945.
- Lieutenant commander Frank Nickols Shamer du 16 avril 1945 au 26 juillet 1945.

## Honneurs et récompenses
Le Queenfish a reçu la Presidential Unit Citation et six battle stars pour son service dans la Seconde Guerre mondiale.

## Navires coulés
Le Queenfish coula 8 navires japonais totalisant 40 767 tonneaux au cours des 4 patrouilles qu'il effectua.
| Date             | Type                       | Nom           | Tonnage       | Location              |
| ---------------- | -------------------------- | ------------- | ------------- | --------------------- |
| 31 août 1944     | Tanker                     | Chiyoda Maru  | 4 700 tonnes  | 21° 21′ N, 121° 06′ E |
| 9 septembre 1944 | Navire à passagers / Cargo | Toyooka Maru  | 7 097 tonnes  | 19° 45′ N, 120° 56′ E |
| 9 septembre 1944 | Transport                  | Manshu Maru   | 3 054 tonnes  | 19° 45′ N, 120° 56′ E |
| 8 novembre 1944  | Cargo                      | Keijo Maru    | 1 051 tonnes  | 31° 09′ N, 129° 38′ E |
| 8 novembre 1944  | Cargo                      | Hakko Maru    | 1 948 tonnes  | 31° 09′ N, 129° 38′ E |
| 9 novembre 1944  | Ex-canonnière              | Chojusan Maru | 2 131 tonnes  | 31° 17′ N, 129° 10′ E |
| 15 novembre 1944 | Porte-avions d'escorte     | Akitsu Maru   | 9 186 tonnes  | 33° 15′ N, 128° 10′ E |
| 1er avril 1945   | Paquebot                   | Awa Maru      | 11 600 tonnes | 25° 25′ N, 120° 07′ E |
| Total            |                            |               | 40 767 tonnes |                       |